# Paisatge cultural dels ǂKhomani
El paisatge cultural dels ǂKhomani comprèn una extensa zona d'una superfície de 959.100 hectàrees del municipi local Dawid Kruiper, situat a la zona septentrional de Sud-àfrica, limitat per Botswana a l'est i Namíbia a l'oest. Cobreix tot el parc Nacional Kalahari Gemsbok i forma part del parc Transfronterer Kgalagadi.
Es tracta d'una gran extensió de dunes de sorra principalment, que conté vestigis d'ocupació humana des de l'Edat de Pedra fins als nostres dies, i està associada amb la cultura dels San ǂKhomani. Aquest poble, antigament nòmada, va elaborar estratègies de subsistència per fer front a les condicions ambientals extremes pròpies de la regió desèrtica. Així, van desenvolupar coneixements específics en matèria d'etnobotànica, pràctiques culturals i una visió del món relacionada amb les característiques geogràfiques del seu entorn.
L'indret fou inscrit a la llista del Patrimoni Mundial el 8 de juliol de 2017, en la reunió del Comitè de la UNESCO que va tenir lloc a Cracòvia, al reflectir l'estil de vida que prevalgué a la regió i va configurar el lloc durant milers d'anys.